# كأس ليختنشتاين 2016–17
كأس ليختنشتاين 2016–17 هو الموسم 72 من  كأس ليختنشتاين. أقيم خلال الفترة 17 أغسطس 2016 وحتى 24 مايو 2017، والذي يشرف على تنظيمه اتحاد ليختنشتاين لكرة القدم، وكان عدد الأندية المشاركة فيه  16، وفاز فيه نادي فادوتس.